# Benoît Bringer
Benoît Bringer, né en 1979 à Apt, est un réalisateur et auteur français, ancien grand reporter,. Il est connu pour MH370, la vérité disparue (2024), Wagner, les mercenaires de la Russie (2023), La caviar connection (2022), Faut-il arrêter de manger les animaux ? (2018) ou ses révélations des « Panama Papers ». Ses films ont reçu de nombreuses distinctions en France et à l'étranger.

## Biographie
Benoit Bringer est né en 1979 à Apt (Vaucluse)
Ses documentaires ont été sélectionnés dans des festivals prestigieux tels que les Hotdocs au Canada, DOC NYC et Palm Spring Film Festival aux États-Unis, Raindance Film Festival au Royaume-Uni, CPH:DOX au Danemark, le Festival du film de Thessalonique en Grèce, ou encore le FIPADOC.
Son film La Caviar Connection, diffusé sur Arte, a été présenté en avant-première aux Hotdocs à Toronto en 2022. Il a été qualifié  d’ ”éminent travail de journalisme d'investigation" par CPH:DOX et décrit comme "un thriller palpitant" par le Palm Spring Film Festival, où il a remporté le Prix Spécial du Meilleur Documentaire 2022. Entre autres prix, La Caviar Connection a également reçu le Prix du Film Politique 2022 aux Cinema for Peace Awards.
Benoît Bringer a également réalisé Wagner, les mercenaires de la Russie, un documentaire en deux parties diffusé sur Arte, présenté en avant-première aux Hotdocs 2023. Variety a salué “un travail documentaire puissant", tandis Télérama le décrit comme un "documentaire exceptionnel et fascinant".
Auparavant, Benoît Bringer a réalisé Banksters (The Men Who Stole The World, en anglais)  nommé Meilleur Documentaire 2019 au prestigieux Prix Europa.
En 2019, son film Faut-il arrêter de manger des animaux ? remporte le Prix du public dans la catégorie « Autrement vu » au FIGRA 2019. Il remporte également le Prix de l'environnement au Festival international Nature Namur. Il est sélectionné pour remporter le Prix du Public du Greenpeace Film Festival 2019.
Il est aussi le réalisateur de Primaire au PS, l’improbable scénario une création originale Canal+ sélectionnée au FIPADOC 2012.
En 2021, il publie son premier livre Recettes pour un monde meilleur : changer l'avenir en mangeant mieux aux Éditions du Seuil.
Il est membre du Consortium international des journalistes d'investigation ICIJ. À ce titre, il est l'un des journalistes qui ont mené en France l'enquête sur les Panama Papers récompensé par le Prix Pulitzer 2017. À cette occasion, il réalise pour l'émission Cash Investigation (France 2) "Le casse du siècle" qui rassemble plus de 4 millions de téléspectateurs.
Il a été, de 2014 à 2015, le rédacteur en chef du magazine Cash investigation diffusé sur France 2.
Benoît Bringer a collaboré avec l'Agence Premières lignes de novembre 2011 à janvier 2020 avant de diversifier ses collaboration, notamment avec le collectif Forbidden Stories et Federation Studio.
Avant de devenir réalisateur, il s'est rendu régulièrement au Pakistan et en Afghanistan en 2009 et 2010 en tant que correspondant pour Radio France, Arte et La Croix.
Diplômé de l'École supérieure de journalisme de Lille, Benoît Bringer a travaillé de 2004 à 2007 au service Enquêtes et reportages de France 2.

## Filmographie partielle
- 2011 : Primaires au P.S., l'improbable scénario
- 2016 : Panama Papers : le casse du siècle
- 2017 : Les nouvelles révélations des Panama Papers
- 2018 : Faut-il arrêter de manger des animaux ?
- 2019 : Banksters : Ils ont plongé le monde dans la crise
- 2020 : Recettes pour un monde meilleur[26]
- 2021 : La Caviar Connection[27]
- 2023 : Wagner, les mercenaires de la Russie[28]
- 2024 : MH370, la Vérité disparue[29]